# آنیتا استوارت
آنیتا استوارت (انگلیسی: Anita Stewart; ۷ فوریهٔ ۱۸۹۵ – ۴ مهٔ ۱۹۶۱) هنرپیشه و تهیه‌کننده اهل ایالات متحده آمریکا بود.

## گزیده فیلمشناسی
از فیلم‌ها یا برنامه‌های تلویزیونی که وی در آن نقش داشته‌است می‌توان به آثار زیر اشاره کرد.
- مظنون (فیلم ۱۹۱۶) (۱۹۱۶)
- مبارزه (فیلم ۱۹۱۶) (۱۹۱۶)
- راه سفید بزرگ (فیلم ۱۹۲۴) (۱۹۲۴)
- جمع اضداد محال است (۱۹۲۵)